# Чемпионат Нидерландов по международным шашкам среди женщин 2014
Чемпионат Нидерландов по международным шашкам среди женщин 2014 года прошёл с 12 по 18 марта в курортной деревне Заутеланде (провинция Зеландия). Место проведения — Beach Hotel. Система турнира — круговая.
В турнире приняли участие 14 спортсменок — по пять в каждом из двух полуфиналов + четверо вышедших в финал автоматически. Это победитель прошлогоднего турнира Нина Хукман-Янковская, занявшие второе место Леони де Граг, четвёртое место Виталия Думеш и Рианка ван Омберген по лучшему рейтингу.
Остальные шашистки соревновались в двух полуфиналах по 5 спортсменок в каждом. Занявшие 1-е и 2е место в полуфинале А У Мэйчжи и Эстер ван Мёйен, а также Лаура Тиммерман и Яквелине Схаутен, занявшие 1-е и 2е место в полуфинале Б и вышеназванная четвёрка разыграли по круговой системе звание чемпионки Нидерландов. Среди финалисток были 1 международный гроссмейстер (GMIF), 1 международный мастер (MIF) и 3 мастера ФМЖД (MFF). Победителем в одиннадцатый раз (и шестой раз подряд) стала Нина Хукман-Янковская, серебро у Виталии Думеш, бронза досталась У Мэйчжи.

## Результаты
| Место | Участник              | Звание | Очки | выиг. | ничьи | пораж. | ничья + | ничья - |
| ----- | --------------------- | ------ | ---- | ----- | ----- | ------ | ------- | ------- |
| 1     | Нина Хукман-Янковская | GMIF   | 11   | 5     | 1     | 1      | 1       | 0       |
| 2     | Виталия Думеш         | MIF    | 10   | 3     | 4     | 0      | 1       | 0       |
| 3     | У Мэйчжи              | MFF    | 8    | 2     | 4     | 1      | 1       | 1       |
| 4     | Эстер ван Мёйен       |        | 7    | 2     | 3     | 2      | 0       | 0       |
| 5     | Рианка ван Омберген   | MFF    | 7    | 1     | 5     | 1      | 0       | 2       |
| 6     | Лаура Тиммерман       |        | 6    | 1     | 4     | 2      | 0       | 0       |
| 7     | Яквелине Схаутен      | MFF    | 5    | 0     | 5     | 2      | 0       | 0       |
| 8     | Леони де Граг         |        | 2    | 0     | 2     | 5      | 0       | 0       |